# 槠小煤炱
槠小煤炱（学名：Meliola cyclobalanopsina）是属于小煤炱目小煤炱科小煤炱属的一种真菌，寄生在壳斗科植物上。该种分布于中国。

## 变种
槠小煤炱圆枝胞变种（学名：Meliola cyclobalanopsina var. globopodia）是属于小煤炱目小煤炱科小煤炱属的一种真菌，寄生在青冈属植物上。该种分布于中国。